# Jon Irazabal
Jon Irazabal Iraurgi (Galdácano, Vizcaya, 28 de noviembre de 1996) es un futbolista hispano-malasio que juega como defensa en el Johor Darul Takzim F. C. de la Superliga de Malasia.

## Trayectoria
Se formó en las categorías inferiores del Athletic Club, donde pasó seis temporadas entre los años 2006 y 2012. Después permaneció tres temporadas en el Danok Bat. En 2015 jugó en el C. D. Sondika de División de Honor. Un año más tarde se marchó al C. D. Vitoria. En la temporada 2018-19 se unió al C. D. Mirandés, con una opción de respesca al final de temporada por la S. D. Eibar. En julio de 2019, tras no ejercer la opción de repesca la S. D. Eibar, permaneció en el C. D. Mirandés.
En enero de 2020 abandonó el C. D. Mirandés, después de temporada y media, para firmar por la S. D. Leioa de la Segunda División B. En septiembre de ese año se incorporó a la S. D. Amorebieta. En este equipo permaneció dos campañas.
En julio de 2022 decidió probar fortuna fuera de España después de firmar por el Sabah F. K., equipo que competía en la Liga Premier de Azerbaiyán. En su tercer año en este club, que acabó siendo el último, consiguió ganar la Copa de Azerbaiyán. Disputó un total de 98 partidos y en junio de 2025 se unió al Johor Darul Takzim F. C.

## Selección nacional
En junio de 2025 fue convocado por la selección de Malasia para un encuentro de clasificación para la Copa Asiática 2027 ante Vietnam. En este partido, en el que Malasia ganó por cuatro a cero, hizo su debut.

## Clubes
| Club                     | País       | Año       | Partidos | Goles |
| ------------------------ | ---------- | --------- | -------- | ----- |
| C. D. Vitoria            | España     | 2016-2018 | 16       | 1     |
| C. D. Mirandés           | España     | 2018-2020 | 16       | 0     |
| S. D. Leioa              | España     | 2020      | 6        | 0     |
| S. D. Amorebieta         | España     | 2020-2022 | 43       | 1     |
| Sabah F. K.              | Azerbaiyán | 2022-2025 | 98       | 6     |
| Johor Darul Takzim F. C. | Malasia    | 2025-     |          |       |

## Palmarés

### Títulos nacionales
| Título             | Club           | País       | Año  |
| ------------------ | -------------- | ---------- | ---- |
| Copa Federación    | C. D. Mirandés | España     | 2019 |
| Copa de Azerbaiyán | Sabah F. K.    | Azerbaiyán | 2025 |